# Рябков, Виталий Макарович
Виталий Макарович Рябков (8 мая 1938 — 27 декабря 2010) — советский российский учёный и педагог. Профессор, доктор технических наук. Специалист в области металлургии. Ректор Магнитогорского горно-металлургического института в 1976—1989 годах.

## Биография
Родился 8 мая 1938 года в Магнитогорске. В 1962 году окончил Магнитогорский горно-металлургический институт (ныне Магнитогорский государственный технический университет, МГТУ) по специальности «обработка металлов давлением».
В 1956—1957 годах — на работе в цехе контрольно-измерительных приборов и автоматики Магнитогорского металлургического комбината, пирометрист.
С 1962 года — на работе в МГМИ: ассистент (1962—1965), старший преподаватель (1965—1966), доцент (1966—1974), заведующий кафедрой промышленной кибернетики и систем управления (1974—1989), проректор по учебной работе (1975—1976). В 1976—1989 годах — ректор МГМИ.
Весной 1989 года избран народным депутатом СССР от Челябинского национально-территориального избирательного округа № 32 РСФСР, а затем в 1990 году членом Комитета Верховного Совета СССР по науке.
С 1990 года — в Москве: заместитель председателя Комитета по науке, образованию и культуре Верховного Совета СССР (1990—1992); в 1992—1996 годах — советник Министра науки и технологий Российской Федерации; с 1996 года — заместителем генерального директора Центрального научно-исследовательского института технологии машиностроения, одновременно — председатель экспертного совета ВАК по металлургии и машиностроению, учёный секретарь по присуждению премий Правительства России в области науки и техники.
Специалист в области оптимизации систем управления. Результаты научных разработок внедрены на ряде металлургических предприятий России.
Автор более 260 научных трудов, опубликованных в России и за рубежом.
Скончался 27 декабря 2010 года в Москве.
На доме, где жил Виталий Макарович Рябков, ему установлена памятная доска.

## Награды
Награждён орденом Трудового Красного Знамени, медалями, отмечен многими грамотами и благодарностями Министерства высшего и среднего специального образования СССР и Минчермета СССР и Российской Федерации.